# Barbara Krause
Barbara Krause (Berlino Est, 7 luglio 1959) è un'ex nuotatrice tedesca.
Specializzata nello stile libero, ha vinto tre medaglie d'oro alle olimpiadi di Mosca 1980: nei 100 m e 200 m sl e nella staffetta 4x100 m sl.

È stata primatista mondiale sulle distanze dei 100 m, 200 m e 400 m sl e delle staffette 4x100 m sl e 4x100 m misti.
È diventata una dei Membri dell'International Swimming Hall of Fame.

## Doping
La Krause fu fatta oggetto (a sua insaputa) di somministrazione di steroidi, secondo i piani segreti della STASI per migliorare le performance degli atleti attraverso pratiche dopanti. Ai Giochi olimpici di Montréal 1976 la Krause non fu schierata, giacché un errore nel dosaggio dei farmaci avrebbe rischiato di farla risultare positiva ai controlli antidoping.
I suoi figli, avuti dal marito Lutz Wanja, anch'egli ex nuotatore, nacquero con i piedi malformati; ciò venne interpretato come una prova delle pratiche dopanti subìte.

## Palmarès
- Olimpiadi

Mosca 1980: oro nei 100 m e 200 m sl e nella staffetta 4x100 m sl.
- Mondiali

Clai 1975: oro nella staffetta 4x100 m sl.
Berlino 1978: oro nei 100 m sl, argento nei 200 m sl e nelle staffette 4x100 m sl e 4x100 m misti.
- Europei

Jönköping 1977: oro 100 m sl e nella staffetta 4x100 m sl, argento nei 200 m sl e bronzo nei 400 m sl.